# Gars am Kamp
Gars am Kamp is een gemeente in de Oostenrijkse deelstaat Neder-Oostenrijk, gelegen in het district Horn (HO). De gemeente heeft ongeveer 3500 inwoners.

## Geografie
Gars am Kamp heeft een oppervlakte van 50,46 km². Het ligt in het noordoosten van het land, ten noordwesten van de hoofdstad Wenen en iets ten zuiden van de grens met Tsjechië.

## Musea
- Zeitbrücke-Museum, gewijd aan de streek, handel, archeologie en Franz von Suppé
- Feuerwehrmuseum, brandweermuseum

## Sport
Gars am Kamp was op 3 juli 2006 de startplaats van de 58ste editie van de Ronde van Oostenrijk. De zege in deze rit over 146 kilometer ging naar de Italiaan Danilo Napolitano.

## Bekende inwoners van Gars am Kamp
- Franz von Suppé (1819-1895), Oostenrijks componist
- Marianne Mendt (* 1945), Oostenrijks zangeres en actrice
- Falco (1957-1998), Oostenrijks pop- en rockmuzikant

## Galerij

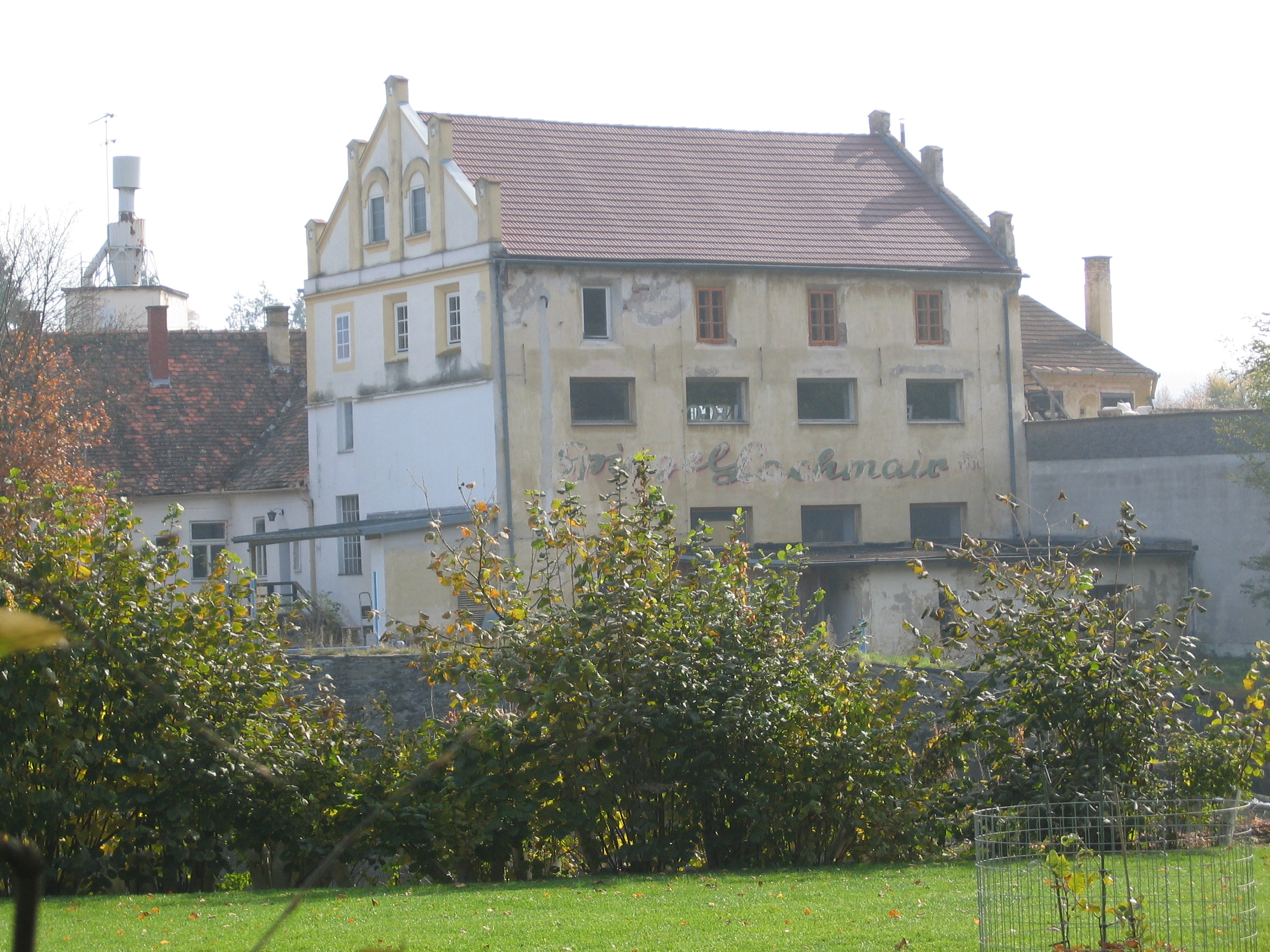
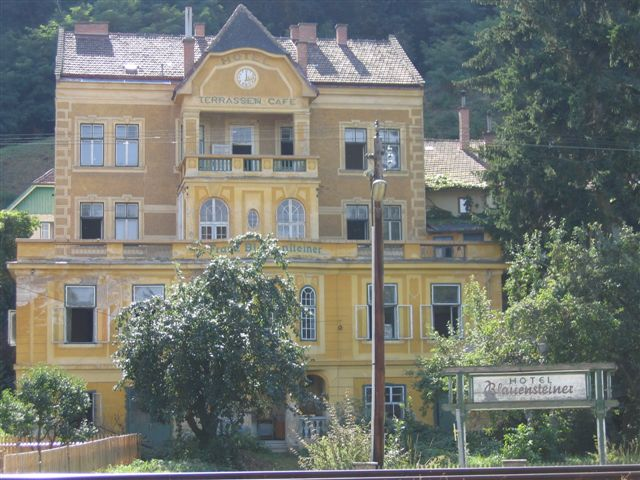
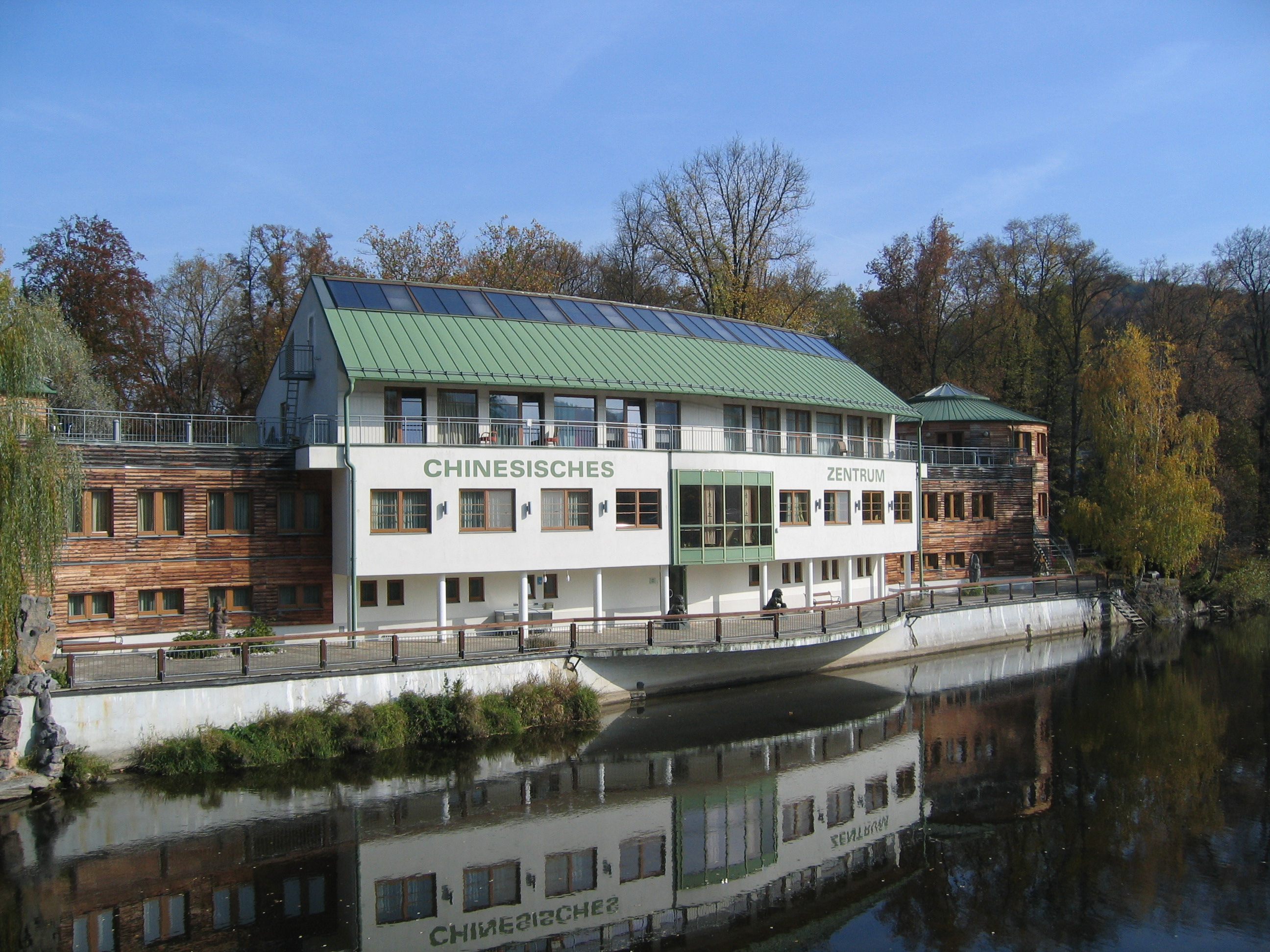
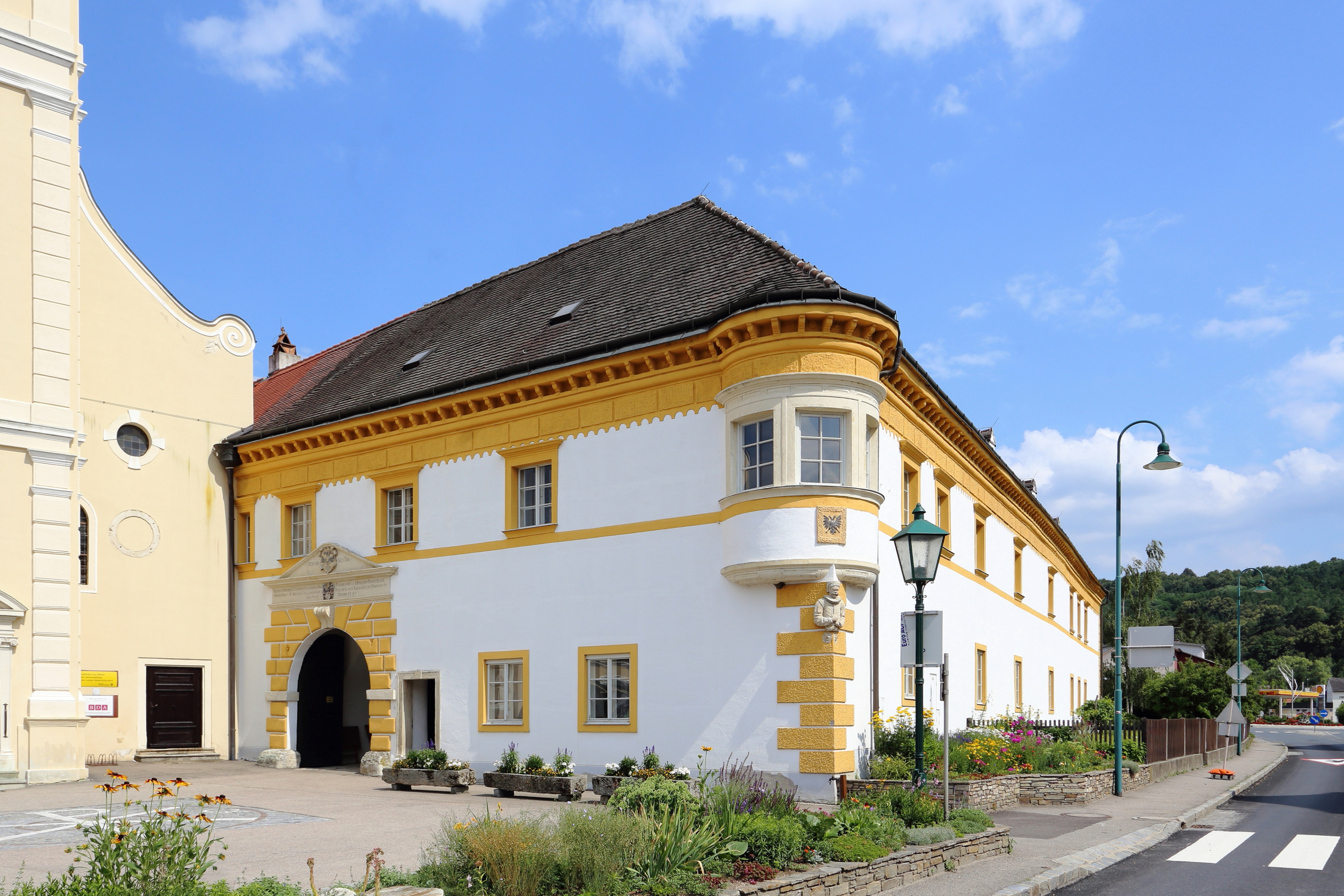
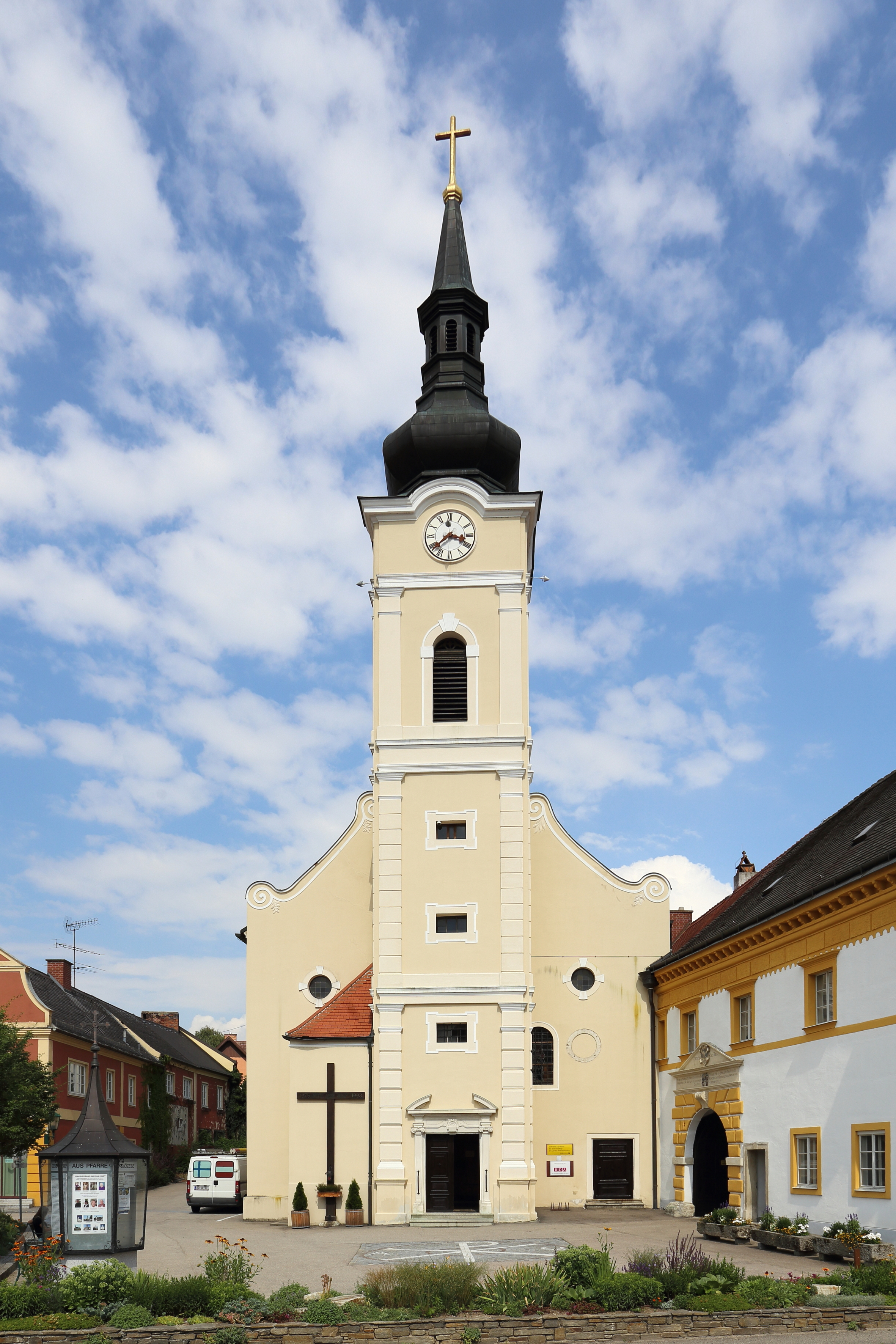

Altenburg · Brunn an der Wild · Burgschleinitz-Kühnring · Drosendorf-Zissersdorf · Eggenburg · Gars am Kamp · Geras · Horn · Irnfritz-Messern · Japons · Langau · Meiseldorf · Pernegg · Röhrenbach · Röschitz · Rosenburg-Mold · Sigmundsherberg · Sankt Bernhard-Frauenhofen · Straning-Grafenberg · Weitersfeld
- Gemeinsame Normdatei: 4019284-2
- Library of Congress Control Number: n85182372
- MusicBrainz: e0366129-d1f9-4f52-95e1-52d1832383fb
- Nationale Bibliotheek van Tsjechië: xx0120006
- Nationale Bibliotheek van Israël: 987007555440405171
- Virtual International Authority File: 152511822
- WorldCat: E39PBJkdmfFYRmKQvmf9yDMVmd